# Let’s Play
Let’s Play (kurz von englisch let us play ‚Lasst uns spielen‘; abgekürzt: LP) bezeichnet das Vorführen und Kommentieren des Spielens eines Computerspiels. Meist wird dies ähnlich einem Screencast aufgenommen und auf Videoportalen hochgeladen oder auf Live-Streaming-Portalen übertragen.

## Etymologie
Der Begriff entstand in der englischsprachigen Webvideo- und Online-Community. Den frühesten Beleg für diesen Begriff fand der Buchautor James A. Newman laut seinem Werk Videogames im Jahr 2007. Personen, die sich beim Spielen eines Computerspiels aufnehmen oder live übertragen lassen, werden als Produzenten dieses Genres Let’s Player genannt. Naheliegende Sinnübersetzungen wie Videospieler oder Schauspieler sind unzutreffend und haben im Deutschen bereits eine andere Bedeutung. Der Neologismus aus einer Kontraktion und einem anthropomorphisierten Verb, welches schon zuvor in eigener Form als Substantiv im Gebrauch gewesen ist, ist mit Apostroph, Leerstelle und ohne Bindestriche am gebräuchlichsten. Bislang hat noch kein renommiertes Wörterbuch diese auch für die englische Sprache neue und ungewöhnliche Konstruktion in seinen Wortschatz aufgenommen, sodass keine Schreibweise als verbindlich festgelegt werden kann.

## Definition
Im Gegensatz zu Komplettlösungen steht nicht das Durchspielen eines Spiels im Vordergrund, sondern das individuelle Spielerlebnis des Spielenden. Das Let’s Play wird begleitend kommentiert, was der Produktion zusätzlich einen unterhaltenden Charakter verleiht. Der Begleitkommentar wird von einigen Let’s Playern mit parodistischen oder anderen komödiantischen Elementen ausgebaut, um den Unterhaltungswert zusätzlich zu steigern. Oft ist dieser durch den Kommentar unterhaltende Charakter für Zuschauer sogar wichtiger als die Wahl des Spiels selbst, sodass Let’s Plays wegen des persönlichen Stils bekannter Let’s Player ausgewählt und abgespielt werden.
Das ursprünglich definierende Element der unmittelbaren Interaktion mit den Zuschauern wird mittlerweile von einigen Let’s Playern, die zeitversetzt aufnehmen und veröffentlichen, nicht mehr gepflegt. Der Großteil jedoch richtet sich nach Themenvorschlägen oder Anregungen der Nutzer in den Videokommentaren auf den Portalen, um die Nutzer aktiv in kommende Videos einzubinden. Bei Live-Streams von Let’s Playern auf Streaming-Plattformen wie Twitch bleibt die unmittelbare Interaktion mit Zuschauern, etwa per Live-Chat, erhalten.
Um eine Abgrenzung zum Commentary-Format zu schaffen, hat es sich eingebürgert, dass ein Video nur dann als Let’s Play bezeichnet wird, wenn die Moderation während des Spielens aufgenommen wird. Einige Let’s Plays werden „auf Sicht“ gespielt, was bedeutet, dass der Vorspieler das Spiel selbst zum ersten Mal, ohne besondere Vorkenntnisse, spielt und somit auch den Lösungsweg selbst nicht kennt. Dies bietet den Vorspielern eine natürliche Gelegenheit, ihre Zuschauer zu Lösungsvorschlägen im begleitenden Chat aufzurufen.
Let’s Plays, die der Vorspieler zusammen mit anderen Spielern spielt und kommentiert, nennt man Let’s Play Together („Lasst uns zusammen spielen“).
Neben den klassischen Let’s Plays gibt es weiterhin die Variante, den Zuschauern bestimmte Sachverhalte zu zeigen. Dabei werden gezielt meist als problematisch erachtete Spielsequenzen herausgesucht oder komplizierte Handlungsabläufe visuell dargestellt. Diese Art des Zeigens wird als Let’s Show bezeichnet (von engl. to show „zeigen“).

## Geschichte und Popularität
Der Begriff „Let Us Play“ kam 2006 erstmals auf der Website Something Awful auf. Hierbei wurden Forenthreads erstellt, in denen der Spieler mit seinen Kommentaren versehene Screenshots des Spielverlaufs postete. Die anderen Forenmitglieder konnten direkt darauf antworten und etwa anregen, was der Spieler als Nächstes tun sollte. Das erste bekannte Let’s Play in Videoform mit Livekommentar wurde am 5. Januar 2007 vom Something-Awful-User Michael Sawyer gestartet. Am 27. November 1993 nahm der damals 15-jährige Paddy Kroetz, noch 13 Jahre vor Sawyer, Videos in dem Format auf. Kroetz nutzte dazu eine Aiwa-Kompaktanlage mit Karaokefunktion und einen VHS-Kassettenrekorder.
In den folgenden Jahren wurde das Konzept durch Inhaltsproduzenten aufgegriffen, die auf YouTube aktiv waren und neue Formate ausprobieren wollten. Dort machen sie mittlerweile einen bedeutenden Teil der Inhalte aus. So ist etwa der für seine Horror-Let’s-Plays bekannte PewDiePie aktuell einer der meistabonnierten YouTube-Kanäle weltweit. Zu den bekanntesten Vertretern des Genres im deutschsprachigen Raum zählen Erik Range (alias Gronkh), der durch Let’s Plays von Minecraft bekannt wurde, Simon Unge (alias Ungespielt), GermanLetsPlay, Sebastian Meyer (alias Rewinside), Maximilian Knabe (alias HandOfBlood), PietSmiet, Valentin Rahmel (alias Sarazar), Felix von der Laden (alias Dner) und Patrick Meyer (alias Paluten).

## Rechtliche Situation

### Medienrecht
Durch Gewinnbeteiligung an Werbeeinnahmen ergibt sich in Einzelfällen mittlerweile die Möglichkeit einer Vollerwerbstätigkeit durch die Produktion von Let’s-Play-Videos.
Im März 2017 argumentierte die Landesanstalt für Medien Nordrhein-Westfalen anhand des von PietSmiet zum Streamen von Let’s Plays genutzten YouTube-Kanals, dass solche Angebote als Rundfunkangebot einzustufen seien, da es sich um einen Informationsdienst handle, dessen Inhalte nicht durch die Nutzer beeinflusst werden könne und der einem Sendeplan folge. Als Rundfunkangebot unterlägen dieser und vergleichbare Kanäle der Aufsicht der Landesmedienanstalten und seien den Grundsätzen etwa des Jugend- und Verbraucherschutzes unterworfen. Dieser Rechtsauffassung folgend wurde etwa von der rheinland-pfälzischen Landesregierung eine gesetzliche Regulierung angeregt, welche sowohl „eindeutige Verantwortlichkeiten für die Einhaltung wichtiger Standards – Menschenwürde, Jugendschutz und Werberegeln“ sicherstelle als auch „Medienpluralismus und -vielfalt, die [das] freiheitliche und demokratische Mediensystem“ ausmachten.